# Gajah (Ngoro)
Gajah is een bestuurslaag in het regentschap Jombang van de provincie Oost-Java, Indonesië. Gajah telt 4375 inwoners (volkstelling 2010).